# Osnovna šola Stična
Osnovna šola Stična je osnovna šola v Sloveniji. Osnovno šolo je v šolskem letu 2022/2023 obiskuje 1134 učencev in učenk. Njena ustanovitelja sta Občina Ivančna Gorica in Ministrstvo za šolstvo in šport Republike Slovenije. Ravnatelj Osnovne šole Stična je Marjan Potokar.
Konec leta 2010 je bila na strehi telovadnice zgrajena 2. največja sončna elektrarna na izobraževalnih ustanovah v Sloveniji.

## Podružnične šole
Osnovno šolo Stična sestavljajo matična šola in 3 podružnične šole:
- Podružnična šola Muljava
- Podružnična šola Stična
- Podružnična šola Višnja Gora